# Plumatyla humerosa
Plumatyla humerosa är en mångfotingart som först beskrevs av Loomis 1943.  Plumatyla humerosa ingår i släktet Plumatyla och familjen Conotylidae. Inga underarter finns listade i Catalogue of Life.